# Bildbearbeitung
Die Bildbearbeitung ist die Veränderung von Fotos, Negativen, Dias oder digitalen Bildern. Sie ist zu unterscheiden von der Bildverarbeitung, mit deren Hilfe die Inhalte von Bildern verarbeitet werden. Oft wird die Bildbearbeitung dazu angewandt, um Fehler zu beseitigen, die beim Fotografieren oder anderen Bilderfassungen entstehen können. Dazu gehören beispielsweise Über- und Unterbelichtung, Unschärfe, Kontrastschwäche, Bildrauschen, Rote-Augen-Effekt und stürzende Linien. Durch diese Fehler wirken Bilder oft zu dunkel, zu hell, zu unscharf oder anderweitig mangelhaft. Die Ursachen können technische Probleme oder mindere Qualität der Aufnahmegeräte (Digitalkamera, Objektiv, Scanner), deren Fehlbedienung sowie ungünstige Arbeitsbedingungen oder mangelhafte Vorlagen sein. Die beiden Bilder auf der rechten Seite zeigen einige Möglichkeiten der Bildbearbeitung: Das obere Bild wirkt überbelichtet, farbstichig, der Text unscharf, das Objekt zeigt oben einen Lichtreflex und liegt außerhalb der Mitte. Das untere, korrigierte, nun farbreine Bild dagegen sieht viel klarer und deutlicher aus. Denn der Bildgegenstand wird betont, steht er doch größer, entzerrt und mittig im Bildausschnitt, das Format wurde in der Höhe geringfügig angepasst.

## Arten der Bildbearbeitung
Die Bildbearbeitung umfasst verschiedene Techniken wie Retusche, Unscharfmaskierung, Abwedeln und andere Optimierungsmethoden.
Bei der digitalen oder elektronischen Bildbearbeitung mittels Bilddatenverarbeitung handelt es sich um die computergestützte Bearbeitung von digitalen Bildern, üblicherweise von Rastergrafiken, zumeist Fotos oder gescannten Dokumenten. Die nötige Hard- und Software sind relativ preisgünstig, daher ist diese Art der Bildbearbeitung weit verbreitet. Die Möglichkeiten digitaler Bildbearbeitung sind extrem vielfältig und oft nur durch die mangelnden Kenntnisse des Bearbeiters beschränkt.
Die traditionelle Bildbearbeitung beinhaltet Foto-, Negativ- und Diabearbeitung. Für diese Art der Bildbearbeitung sind spezielle Geräte, Materialien, Chemikalien und Kenntnisse notwendig. Diese Art der Bildbearbeitung ist eine Domäne für Spezialisten. Die Möglichkeiten sind sehr vielfältig; durch den oft sehr großen Aufwand jedoch ökonomisch heute nicht mehr sinnvoll.
Die hybride Bildbearbeitung beinhaltet Methoden der traditionellen und der digitalen Bildbearbeitung und wurde in den 1990er Jahren entwickelt. Während der Film im Vergrößerungsgerät ausbelichtet wird, befindet sich eine spezielle lichtdurchlässige Scheibe zwischen Film und Foto. Diese Scheibe kann teilweise durch elektrischen Strom lichtundurchlässig gemacht werden. In Sekundenbruchteilen kann dadurch nachbelichtet, abgewedelt oder unscharf maskiert werden. Heutzutage findet diese Technik eine massenhafte Anwendung bei der Herstellung von Papierabzügen vom Negativfilm.

## Gegenwärtige Entwicklung
Die heutige digitale Form der Bildbearbeitung entstand aus verschiedenen Vorläufern: exemplarisch können als Vorläufer folgende Hauptbereiche genannt werden:
- Reprotechnik (typisch dafür sind alle Formen der Kontrastveränderung)
- Fotografie (typisch dafür sind Labortechniken)
- Drucktechnik (typisch sind Farbseparation, Rasterung)
- Fernsehtechnik (typisch sind Farbkanäle und Montagemethoden)
- Computergrafik (typisch sind vektorbasierte Bearbeitungen)

Alle Bereiche haben ihre eigenen Spuren hinterlassen, beispielsweise:
- aus der Reprotechnik: die Unscharfmaskierung
- aus der Fotografie: die Filter
- aus der Drucktechnik: die Maßeinheit „Inch“ (Zoll) (zu finden in „ppi“, „dpi“)
- aus der Fernsehtechnik: die Alphakanäle
- von der Computergrafik: die Pfadwerkzeuge

Die heutige Form der digitalen Bildbearbeitung ist noch sehr jung. In ihr finden sich, bedingt durch die Spuren der vielen Vorläufer, zahlreiche Begriffe, die dasselbe bedeuten. Als Beispiel sei das (teilweise) Einfärben von Schwarz-Weiß-Bildern genannt. In Wikipedia finden sich hierzu folgende Begriffe:
- Kolorieren, die umgangssprachliche Bezeichnung
- Tonung, ein Begriff aus der Fotolabortechnik
- Keying, eine Bezeichnung aus der Fernseh- und Videotechnik

Gleiche Begriffe, die verschiedene Dinge meinen:
- Beispiel „printen“: In der Fotografie ist damit eine (absolut) rasterfreie Ausbelichtung gemeint, während die Drucktechnik damit ein Raster-Druckverfahren bezeichnet.

Begriffe, die nicht eindeutig sind:
- Beispiel „dpi“: In der Anwendungssoftware eines Scanners ist damit der Pixel (pro Zoll) gemeint, während in der Drucktechnik damit der Rasterpunkt (aus einem Pixel werden in der Regel vier Rasterpunkte gebildet) bezeichnet wird.

Zahlreiche Nachschlagewerke, sogar Lehrbücher für die aktuelle Fotografenausbildung, enthalten diese Mehrdeutigkeiten. Auch in Wikipedia sind zahlreiche Begriffe zu finden, die nicht einheitlich definiert sind (einige Beispiele sind in diesem Kapitel verlinkt).

## Software
Auf die Software, die im Bereich der Bildbearbeitung eingesetzt wird, wird im Artikel Grafiksoftware eingegangen.

## Einige Möglichkeiten der digitalen Bildbearbeitung

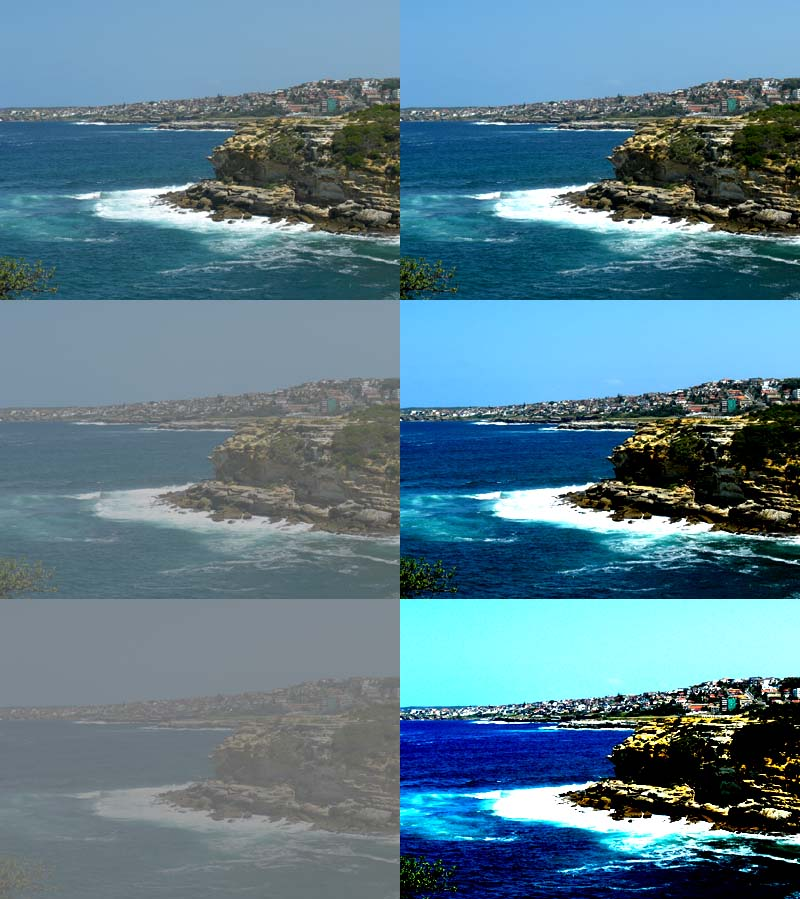
Helligkeits- und Kontrastanpassung

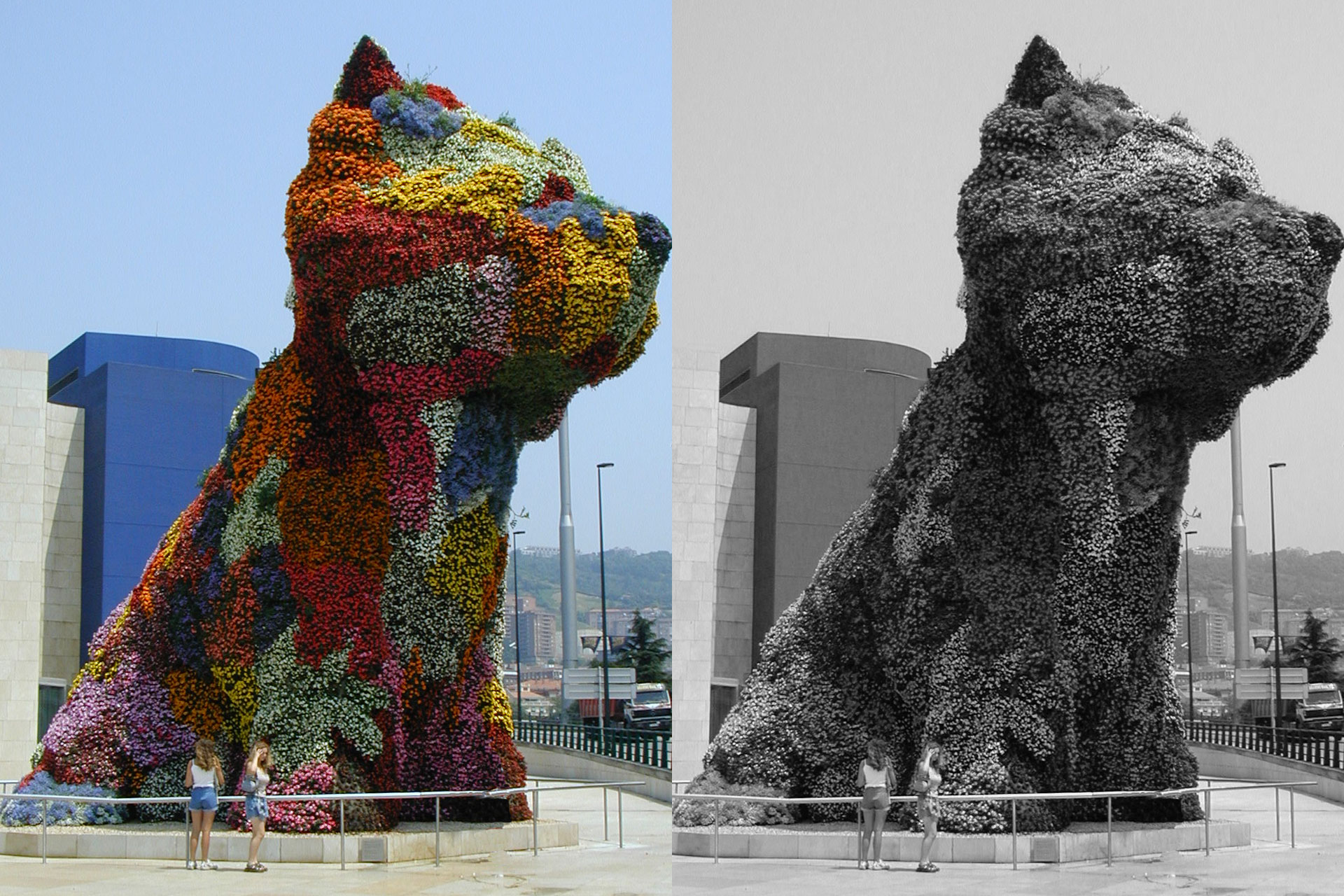
Beispiel für eine Farbänderung

Die Software, mit der die Bildbearbeitung erfolgt, nennt man Bildbearbeitungsprogramm. Sie bietet zahlreiche Bearbeitungsfunktionen, die sich zumeist in einem Programmmenü, einer Symbolleiste oder einer Werkzeugleiste befinden. Beispiele hierfür sind:
- Abwedeln und Nachbelichten: Durch das Abwedeln und das Nachbelichten (engl. Dodge and Burn) wird die Belichtung korrigiert.
- Auswählen: Bestimmte Bereiche des Bildes können zum Beispiel rechteckig, kreisförmig oder partiell markiert und dadurch ausgewählt werden. Diese Bereiche lassen sich dann getrennt von anderen Bildabschnitten bearbeiten. Für Auswahlen gibt es unterschiedliche Auswahlwerkzeuge, einerseits geometrisch bestimmte, wie ein Rechteck, eine Ellipse etc., andererseits bestimmte Hilfsmittel wie Lassowerkzeug oder Zauberstab.
- Automatische Korrekturen: Für Einsteiger und Neulinge der Bildbearbeitung bieten Bildbearbeitungsprogramme automatische Korrekturen an. Mit ihnen werden verschiedene Bereiche, wie zum Beispiel der Kontrast, die Farbe und der Tonwert, auf Knopfdruck korrigiert. Im Gegensatz zur eigenhändigen Korrektur sind die Ergebnisse der automatischen Korrektur aber eher nüchtern zu betrachten.
- Beautyretusche ist die extreme Stilisierung von Porträts – dazu werden verschiedene Techniken, in der Hauptsache digitale Retuschetechniken, verwendet.
- Belichtungskorrektur: Mit verschiedenen Werkzeugen der Belichtungskorrektur können über- oder unterbelichtete Bilder korrigiert werden. Die Belichtungskorrektur erfolgt dabei global über Helligkeit und Kontrast, über die Gradationskurve (Tonwertkorrektur) oder partiell durch Abwedeln und Nachbelichten.
- Colorkey: beschreibt das farbige Hervorheben von Bildelementen in einem Schwarz-Weiß-Bild.
- Dateiformat: Konvertierung oder Speicherung in ein bestimmtes Grafikformat. Man unterscheidet dabei u. a. das JFIF-, PNG-, GIF-, TIFF- oder JPEG2000-Format. Für die Speicherung von Ebenen, Masken und Kanälen eignet sich das PSD- oder XCF-Format.
- Drehen: Durch das Drehen eines Bildes können Aufnahmefehler beseitigt oder besondere Effekte erzielt werden. Leichtes Drehen ist besonders bei einem „schiefen“ Horizont angebracht.
- Ebenen: Verschiedene Bildelemente können wie auf Transparentfolien übereinander angeordnet werden. Die einzelnen Elemente werden auf unterschiedlichen Ebenen angeordnet und einzeln bearbeitet. Ebenen können gesperrt werden, um versehentliches Bearbeiten oder Löschen zu verhindern. Durch Austauschen von Ebenen werden Objekte in den Vordergrund oder Hintergrund verschoben.
- Exif-Informationen: Die Anzeige von Exif-Informationen, wie Aufnahmezeit, Digitalkamerahersteller und Digitalkameradaten. Auch andere Metadaten, wie der IPTC-IIM-Standard, lassen sich anzeigen.
- Farben: Farben spielen in der Bildbearbeitung eine wichtige Rolle. Der Farbton kann verändert werden, die Farbsättigung jeweils angepasst und Farbstiche entfernt werden. Andererseits lassen sich einem Bild auch die Farben entziehen, zum Beispiel zur Erstellung von Schwarzweiß-Bildern. Man unterscheidet bei den Farben zwischen der subtraktiven und additiven Farbmischung. Dabei dienen Farbmodelle bzw. Farbräume wie RGB, CMYK, L*a*b und HSB der Beschreibung von Farben. Der Crosseffekt bezeichnet ein nachträgliches Verschieben des Farbspektrums.
- Farbmodus und Farbtiefe: Man kann ein Bild in einen gewünschten Farbmodus bzw. Bildmodus umwandeln. Man unterscheidet die Modi: Bitmap, Graustufen, Duplex, Indizierte Farben, RGB, Lab und CMYK. Je nach Farbmodus erhält man eine unterschiedliche Farbtiefe. Man unterscheidet bei der Farbtiefe zwischen True Color, High Color und indizierten Farben, aber auch zwischen Graustufen und Schwarz-Weiß.
- Filter: Bilder können mit vielfältigen Grafikfiltern bearbeitet und verfremdet werden: Häufig verwendet werden Unschärfe- und Schärfefilter (z. B. Kantenschärfung). Filter mit eher künstlerischen Effekten sind zum Beispiel Reliefeffekte, Beleuchtungseffekte, Schatteneffekte, Weichzeichner. Weiterhin gibt es die Möglichkeit der Erweiterung von Grafikfiltern durch Plug-ins.
- Formen: Dienen zur Herstellung von geometrischen Objekten wie Rechtecken, Ellipsen oder Polygonen; aber auch zur Erstellung von Musterformen wie Sprechblasen, Symbolen etc.
- Fotomontage: Bei der Fotomontage, auch „Composing“ genannt, werden mehrere Bilder zu einer Art Komposition zusammengefügt. So können zum Beispiel einzelne Bildobjekte ausgewählt und in ein anderes Bild kopiert werden. Siehe auch Fotocollage.
- Fotomosaik: Beim Fotomosaik wird ein Bild aus vielen nebeneinandergelegten Fotos erstellt.
- Freistellen: Unbrauchbare Bildabschnitte werden entfernt, um ein Objekt zu betonen. Die Freistellung von Bildern gehört zu den wesentlichen Aufgaben der Bildbearbeitung.
- Füllen: Das Füllwerkzeug dient dazu, ein ganzes Bild oder nur einen Bildabschnitt mit einer gewünschten Farbe zu füllen.
- Gammakorrektur: Bei einer Gammakorrektur werden die Lichtverhältnisse und die Farbtöne verändert.
- Gradation: Mit einer Gradationskurve werden der Kontrast und die Helligkeit verändert.
- Histogramm: Mit einem Histogramm wird das Helligkeitsspektrum eines Bildes angezeigt. Das spielt u. a. in der Tonwertkorrektur eine wichtige Rolle.
- Invertieren: Beim Invertieren werden die Farben umgekehrt.
- Kanäle: Ein Farbkanal deutet an, dass jede Grundfarbe einen Farbkanal verwendet. Im CMYK-Modus gibt es vier Kanäle (Cyan, Magenta, Gelb und Schwarz) und bei RGB die Grundfarben Rot, Grün und Blau. Weiterhin werden Alphakanäle unterschieden, hier lassen sich Auswahlen und Masken speichern.
- Kippen: Durch Kippen können Perspektivfehler in einem Bild beseitigt werden.
- Kolorieren: Beim Kolorieren werden Bilder oder Bildabschnitte farblich verändert; im Gegensatz zum Colorkey werden üblicherweise Graustufenbilder nachträglich eingefärbt.
- Konvertierung von Bilddateien in verschiedene Dateiformate bzw. Grafikformate. Siehe dazu Dateiformat.
- Kopierstempel: Dient zur Korrektur von Schönheitsfehlern und zur Übertragung von Bildabschnitten in andere Bereiche. Wird in der Porträtretusche stark verwendet.
- Korrektur der Helligkeit, des Kontrastes und des Tonwertes (auch zum Erzeugen von High-key- oder Low-key-Charakter)
- Lasso: Mit dem Lasso werden Bildbereiche ausgewählt.
- Makros: Eine Folge von Bearbeitungsschritten kann als Makro gespeichert werden, um beliebig oft auf mehrere Bilder angewendet zu werden.
- Malen: Eine der grundlegendsten Funktionen von Bildbearbeitungsprogrammen ist die Möglichkeit zu malen. Dabei werden mit Hilfe von unterschiedlichen Pinseln Maltechniken simuliert. Unterscheiden sollte man zwischen dem Malen und dem Zeichnen. Beim Malen werden Pixel erzeugt, beim Zeichnen dagegen nicht. Für das Zeichnen benutzt man deshalb Pfade, mit ihnen lassen sich Vektorelemente erstellen.
- Maskieren: Beim Maskieren werden bestimmte Bereiche ausgewählt, um sie vor Bearbeitung zu schützen. Die Maske kann im Maskenmodus mit dem Pinsel erweitert oder mit dem Radiergummi reduziert werden. Fehler lassen sich im Maskenmodus leicht rückgängig machen.
- Monochrom: Die Erzeugung monochromer Bilder lässt sich mit Hilfe eines Bildbearbeitungsprogrammes einfach durchführen.
- Panorama: Aus Einzelbildern, zum Beispiel einer großen Landschaft, lässt sich ein Panoramabild erstellen. Dafür gibt es auch spezielle Stitching-Software.

- Pfade: Mit Bildbearbeitungsprogrammen lassen sich auch Vektorelemente zeichnen. Pfade dienen hier zur Erstellung von einfachen Vektorelementen. Will man hingegen komplexere Zeichnungen erstellen, sollte man zu Vektorgrafikprogrammen greifen. Berücksichtigen sollte man weiterhin, dass beim Zeichnen, im Gegensatz zum Malen mit dem Pinsel, keine Pixel entstehen.
- Pinsel: Der Pinsel hat sich zum universellen Malwerkzeug entwickelt: Größe und Pinselspitze können gewählt werden, es kann eine Farbe gewählt werden oder mit einem Muster gefüllt werden. Besondere Verwendung findet der Pinsel beim digitalen Malen.
- Pipette: Die Pipette dient zur Farbbestimmung und zur Farbaufnahme.
- Radiergummi: Wegnehmen von Bildinformationen mit verschiedenen Radiergummispitzen.
- Rückgängig: Arbeitsschritte, die es erlauben, können mit der Undo-Funktion rückgängig gemacht werden.
- Scharfzeichnen: Beim Schärfen wird der Schärfeeindruck eines Bildes oder einzelner Bildpartien erhöht. Die dominierende Methode heißt Unscharfmaskierung.
- Skalieren: Bilder können durch verschiedene Methoden vergrößert oder verkleinert werden.
- Solarisation: Bei der elektronischen Solarisation werden die Farben von Pixeln, deren Helligkeit über einem einstellbaren Grenzwert liegt, invertiert.
- Spiegeln: Spiegeln (horizontal oder vertikal) wird häufig zur Korrektur von eingescannten Negativen oder für das Einpassen von Bildern in ein Layout verwendet.
- Spiegelverkehrtes Bild: Das Erstellen Spiegelverkehrter Bilder dient u. a. dazu Positionen in einem Bild zu variieren.
- Stapelverarbeitung: Funktionen und/oder Makros werden automatisch in mehreren Bilddateien durchgeführt. Besonders für digitale Fotoalben ist diese Funktion sehr hilfreich. So können z. B. die Bildgröße, die Auflösung etc. verändert werden, was im Vergleich zur Einzelbearbeitung viel Arbeit erspart.
- Texte: Mit einem Textwerkzeug lassen sich Texte unterschiedlichster Art auf einem Bild erstellen, wobei es viele Texteffekte, wie Relief usw., gibt.
- Tonung: Ein schwarz-weißes Bild wird eingefärbt. Die bekannteste Tonung ist Sepia.
- Tonwertkorrektur: Mit einer Tonwertkorrektur lässt sich der Tonwertumfang korrigieren. Das Histogramm dient dabei als Hilfsmittel, indem es die hellen und dunklen Bereiche anzeigt. Die Helligkeit, der Kontrast und die Farbsättigung können daraufhin gezielt korrigiert werden.
- Veränderung der Dateigröße (Bildkompression), der Auflösung bzw. Bildauflösung beispielsweise für die Verwendung von Bildern im Internet.
- Verlauf: Mit Verläufen erzeugt man Farbübergänge.
- Weichzeichnen: Beim Weichzeichnen werden das Bild oder einzelne Bildpartien unscharf gemacht, um zum Beispiel einen ungeeigneten Hintergrund zu verdecken. Durch das Weichzeichnen lassen sich aber auch Effekte wie zum Beispiel Bewegungsunschärfe erzeugen.
- Zauberstab: Markierungswerkzeug, das alle Pixel auswählt, die dem angeklickten Pixel benachbart sind und einen ähnlichen Farbton und eine ähnliche Helligkeit haben. Wird häufig benutzt, um den Hintergrund auszuwählen.
- Zeichnen: Beim Zeichnen werden, im Gegensatz zum Malen, keine Pixel erzeugt, sondern Vektoren. Hier dienen Pfade zum Erstellen von Vektorelementen.
- Zoom: Für viele Bearbeitungsschritte ist es notwendig, näher an das Objekt heranzufahren, zum Beispiel, um Bildfehler zu beseitigen.

## Einsatzbereiche der Bildbearbeitung
Die digitale Bildbearbeitung hat sich aufgrund der Möglichkeiten der Digitalfotografie, die schnelles Fotografieren und Übertragen der Bilder auf den PC ermöglicht, weit verbreitet. Viele Bildbearbeitungsprogramme („Grafiksoftware“) sind auf den Heimanwenderbereich zugeschnitten, indem sie unter anderem vereinfachte Korrekturmöglichkeiten bieten. Im professionellen Bereich wird die Bildbearbeitung unter anderem von Fotografen, Designern und Mediengestaltern im Desktop-Publishing-Bereich und in der Druckvorstufe eingesetzt. Die in der Bildbearbeitung veränderten Bilder werden in Publikationen – Print- und Digitalmedien – aller Art veröffentlicht, zum Beispiel in Zeitschriften, Katalogen und Büchern.
Bildbearbeitung lässt sich auch gezielt zur Fotomanipulation einsetzen. Typische Beispiele hierfür sind die Bearbeitung von Gesichtern, um Falten und andere „Schönheitsfehler“ verschwinden zu lassen, und das Entfernen unerwünschter Personen aus einem Bild. Die Grenzen zwischen legitimer Bildbearbeitung und illegitimer Fotomanipulation sind fließend; eine Beurteilung muss im Einzelfall vorgenommen werden.
Die Bildbearbeitung ist außerdem eine Möglichkeit der künstlerischen Entfaltung – u. a. in den Bereichen Digitale Kunst und Medienkunst.